# Управління національної розвідки Чилі
Управління (Директорат) національної розвідки Чилі, ДІНА (ісп. Dirección de Inteligencia Nacional) - чилійська політична поліція, створена після  військового перевороту 1973 року. Її керівником був полковник  Мануель Контрерас, його заступником - Рауль Ітурріага. У червні 1974 р. була виділена в самостійну структуру. У перелік її задач входив збір і аналіз інформації, необхідної для забезпечення національної безпеки.
У веденні ДІНА знаходилися  концентраційні табори для політичних в'язнів режиму Піночета (Острів Досон, Катро-Аламос, Трес-Аламос та ін.) , центри незаконного утримання і  тортур (Londres 38, Вілла Грімальді, Колонія Дігнідад та ін.).
Управлінням було запропоновано план зі знищення дисидентів і опозиціонерів військово-фашистському режиму, який отримав назву  Операція «Кондор». Основною метою операції стало об'єднання зусиль розвідслужб диктаторських режимів країн  Південного конуса з вистежування, викрадення, тортур і вбивств «політично неблагонадійних» людей. Агентами ДІНА були вбиті, зокрема, колишній командувач сухопутними військами Чилі  Карлос Пратс і колишній міністр оборони в уряді  Сальвадора Альєнде  Орландо Летельєр.
Одним з активних функціонерів управління був Мігель Краснов, котрий особисто брав участь у тортурах (в тому числі сексуального характеру) жінок . Цікава деталь: матір Мігеля Краснова  також було звати Діна.
Задля «поліпшення іміджу Чилі» у серпні 1977 року ДІНА було розпущено і зліквідовано.